# Partit Conservador (Regne Unit)
El Partit Conservador i Unionista (en anglès i oficialment Conservative and Unionist Party), conegut com a Conservadors o en anglès Conservatives, és un dels dos partits majoritaris del Regne Unit i el que ha resultat més reeixit en la seva història política si ens basem en victòries electorals. Es tracta del partit més antic que segueix en actiu en l'actualitat, fins i tot més que el Partit Demòcrata dels Estats Units.
Són membres de la Unió Demòcratica Internacional i de la seva secció europea. Al Parlament Europeu hi ha membres d'un arranjament informal anomenat Demòcrates Europeus, que existeix en forma de coalició amb el Partit Popular Europeu, sota el nom d'EPP-ED. Cameron ha anunciat la seva intenció de tallar el vincle entre els Demòcrates Europeus (de visió més aviat euroescèptica) i el Partit Popular Europeu, tot i que aquesta retirada no ha estat vista amb bons ulls per tots els membres del partit.
Obtenen els millors resultats a Gal·les i el nord d'Anglaterra, que van votar a favor de la sortida del Regne Unit de la Unió Europea en el referèndum de 2016. Els conservadors han estat al govern durant la major part dels segles XIX i xx, amb la notable excepció d'un període de tretze anys de governs laboristes encapçalats per Tony Blair i Gordon Brown (1997-2010).

## Orígens
És un descendent directe del Partit Tory, una de les dues formacions polítiques britàniques dels segles xviii i xix, i els seus membres encara reben el nom de tories avui en dia en referència a la seva encarnació anterior.
El manifest de Tamworth va ser un manifest polític emès per Robert Peel el 1834 a Tamworth, al qual els historiadors reconeixen àmpliament que va establir els principis sobre els quals es basa el modern Partit Conservador Britànic.
L'ampliació del sufragi restringit de 1832 va obligar el Partit Conservador d'Edward Smith-Stanley i Benjamin Disraeli a popularitzar les seves propostes i dur a terme la seva pròpia expansió del dret de vot en 1867. El partit inicialment es va oposar a una nova expansió de l'electorat, però finalment va permetre l'aprovació d'una nova reforma de 1884 del liberal William Ewart Gladstone, que el 1886 va negociar amb el Partit Parlamentari Irlandès una certa autonomia, dins del Regne Unit de la Gran Bretanya i Irlanda que fou derrotat per l'aliança dels conservadors amb el nou Partit Liberal Unionista de Spencer Cavendish i Joseph Chamberlain, escindit del partit Liberal, i els governs de coalició dirigits per Robert Gascoyne-Cecil i Arthur Balfour es van mantenir el poder durant disset dels següents els vint anys, dirigint la Segona Guerra Bòer abans de patir una forta derrota a les eleccions al Parlament del Regne Unit de 1906 quan es va dividir per les seves posicions sobre el lliure comerç, fins que es va acordar la fusió completa dels dos partits el maig de 1912.

### Primera guerra mundial
Mentre que els liberals al govern estaven majoritàriament en contra de la guerra fins a la invasió alemanya de Bèlgica, els líders conservadors estaven fermament a favor d'ajudar França i aturar l'Imperi Alemany. El partit liberal tenia el control total del govern fins que la seva mala gestió de l'esforç de guerra durant la crisi de municions va ferir molt la seva reputació i el maig de 1915 es va formar un govern de coalició de tots els partits. A finals de 1916, el liberal David Lloyd George es va convertir en primer ministre, però els liberals aviat veure immersos en una divisió de la que mai es van recuperar i els conservadors van dominar el govern.
El sistema electoral a Gran Bretanya i Irlanda de 1918 ampliava el dret de vot als homes majors de 21 anys, tinguessin propietats o no, i el sufragi femení les dones de més de 30 anys amb certes condicions econòmiques, i va entrar en vigor a les eleccions al Parlament del Regne Unit de 1918. La reforma electoral protegir la base de votants conservadors a l'Anglaterra rural.

### Postguerra
Les eleccions al Parlament del Regne Unit de 1918 es van convocar immediatament després de l'Armistici de Compiègne que va posar fi a la Primera Guerra Mundial, i la coalició de govern de tots els partits encapçalada pel primer ministre liberal David Lloyd George, que va enviar cartes de suport als candidats als que donaven suport, va obtenir una victòria massiva. El govern va impulsar i atendre la Conferència de Gènova per resoldre la crisi del patró or, però la signatura del tractat Angloirlandès de 1921, la proclamació de l'Estat Lliure d'Irlanda el 1922 i el suport que el Regne Unit donà a Grècia durant la guerra amb Turquia van ser rebutjades pels conservadors tot i els desigs contraris de la major part dels líders del partit, però els ministres conservadors van abandonar el govern de coalició l'octubre de 1922 i Austen Chamberlain renuncià al liderat del partit. Lloyd George es va veure forçat a convocar eleccions.
La Primera Guerra Mundial havia unit un partit conservador dividit abans de 1914 emfatitzant el patriotisme i el 23 d'octubre de 1922 Andrew Bonar Law, revisant les seves posicions sobre la qüestió irlandesa, el socialisme, la reforma electoral i l'intervencionisme a l'economia. El nou èmfasi en l'antisocialisme va ser la seva resposta a la força creixent del laborisme i el nou líder conservador es va convertir en primer ministre i convocà noves eleccions en les què els conservadors tornaren a adquirir la majoria parlamentària i va dur a terme algunes mesures com baixar els impostos directes sobre la renda. Al maig de 1923 es va veure obligat a deixar el govern a causa d'un càncer i va dimitir el 22 de maig, sent substituït pel canceller d'Hisenda, Stanley Baldwin. Amb les eleccions al Parlament del Regne Unit de 1923 va arribar al poder el primer govern laborista de la història, en minoria i liderat per James Ramsay MacDonald. Els conservadors van recuperar el poder el 1924 en unes noves eleccions convocades quan MacDonald va perdre una moció de confiança però van ser derrotats el 1929 quan un govern laborista en minoria va prendre possessió. El 1931, després de l'enfonsament del govern de la minoria laborista, va entrar en una altra coalició liderada per Ramsay MacDonald, que estava dominada pels conservadors amb cert suport de faccions tant del Partit Liberal com del Partit Laborista (Nacional Laboral i Nacional Liberals).
El 1935, Baldwin va substituir MacDonald com a primer ministre i va guanyar les eleccions generals de 1935 amb una altra gran majoria. Durant aquest temps, va supervisar l'inici del rearmament britànic i la Crisi per l'abdicació d'Eduard VIII. El tercer govern de Baldwin va veure una sèrie de crisis en els afers exteriors, inclòs l'enrenou públic pel Pacte Hoare-Laval, la crisi de Renània i l'esclat de la Guerra Civil Espanyola. Baldwin va renunciar el 1937 i va ser succeït per Neville Chamberlain.

### Segona guerra mundial
El 3 de setembre de 1939 el Regne Unit declarà la guerra a Alemanya i el 10 de juny de 1940, hores abans de la invasió de França a través d'un veloç avanç pels Països Baixos, era clar que, després del fracàs a Noruega, el país no tenia confiança en com Chamberlain conduïa la guerra, i aquest dimití i el rei Jordi VI demanà a Winston Churchill, el Primer Lord de l'Almirallatque fos Primer Ministre que formés un Govern Nacional format per tots els partits. que va passar la Segona Guerra Mundial. Durant aquest temps, Anthony Eden fou el líder del Partit Laborista a la Cambra dels Comuns, però sempre es mantingué en un segon pla dins del partit. La seva situació personal (depressiu a causa del seu divorci i la desaparició d'un fill a la guerra) i la seva lleialtat a Winston Churchill van fer que mai es decidís a agafar les regnes del partit.

### Postguerra
L'any 1945, el Regne Unit era molt pobre i depenia força dels préstecs dels Estats Units per reconstruir la seva infraestructura danyada i la victòria del Partit Laborista portà als conservadors a l'oposició quan el partit va perdre contundentment les eleccions al Parlament del Regne Unit de 1945 enfront davant un ressorgent Partit Laborista basat en el programa de justícia social i les polítiques d'esquerra com ara la creació del Servei de Sanitat Nacional i la provisió dels consells d'habitatge (council housing).
Amb el triomf conservador a les eleccions generals de 1951 Churchill tornà a ser primer ministre, frenant el procés de descolonització que havien iniciat els laboristes i que havia donat pas a la Llei d'Independència de l'Índia de 1947, enviant tropes britàniques per lluitar a la Rebel·lió de Mau Mau a Kenya i contra l'emergència Malaia. El seu govern va fer front a polèmiques fruit de la Guerra Freda cada cop més evident com l'alliberament de presoners nazis com Albert Kesselring o Erich von Manstein per qüestions de salut, mediant entre França i el Vietnam a la Conferència de Ginebra, que segellà la pau entre ambdues el 1954, i organitzant la Conferència de Londres, que determinà l'estatus de l'Alemanya Occidental. En retirar-se en 1955 Eden el rellevà, havent d'intervenir en la esclat de la Crisi de Suez però el seu estat de salut empitjorà amb diverses infeccions en poc temps i presentà la seva dimissió a principis de 1957 retirant-se de la vida política, i Harold Macmillan fou nomenat Primer Ministre, càrrec des del qual reprengué el procés de descolonització i hagué de fer front a la crisi del canal de Suez i a l'expulsió de Sud-àfrica de la Commonwealth a causa de l'apartheid. En octubre de 1963, Macmillan, en mig de l'escàndol sexual de John Profumo que implicava un ministre de Defensa, i el Partit Conservador, al poder des de 1951 en un país en declivi econòmic que no havia aconseguit incorporar-se a la Comunitat Econòmica Europea semblava dirigir-se a una forta derrota electoral, va emmalaltir i renunciar com a primer ministre i Alec Douglas-Home fou l'escollit per succeïr-lo.

### Edward Heath
Després de la derrota conservadora en les eleccions de 1964, el partit va establir un sistema formal d'elecció, Edward Heath fou escollit líder de l'oposició el juliol de 1965, i el Partit Unionista Escocès s'hi va fusionar.
Heath guanyà les eleccions de 1970 derrotant els laboristes de Harold Wilson. Nomenat primer ministre per part de la reina Elisabet II del Regne Unit el 19 de juny del mateix any, va haver de plantar cara a la crisi del conflicte nord-irlandès amb l'Acord de Sunningdale forçant els unionistes a compartir el poder amb els nacionalistes irlanedesos, i va seguir impulsant l'entrada del seu país a la Comunitat Econòmica Europea, que va tenir lloc finalment l'any 1973. Per febrer de 1974, quan ja començaven a notar-se els greus efectes de la crisi econòmica de 1973 i no es podia reactivar l'economia, es convocaren eleccions generals després d'una vaga dels minaires. Wilson, candidat pel Partit Laborista, guanyà les eleccions per poc i com les negociacions entre conservadors i liberals fracassaren, Harold Wilson va poder formar govern.

### Margaret Thatcher
El 1975, Margaret Thatcher va derrotar a Heath a les eleccions de lideratge del Partit Conservador per convertir-se en líder de l'oposició, la primera dona a liderar un partit polític important al Regne Unit, i va convertir-se en primer ministre després de guanyar les eleccions generals de 1979, introduint polítiques econòmiques destinades a revertir l'alta inflació i les lluites britàniques arran de l'hivern del descontentament i la recessió que s'aproximava. La seva filosofia política i polítiques econòmiques van emfatitzar la desregulació, especialment del sector financer, la privatització d'empreses de propietat estatal i la reducció del poder i la influència dels sindicats. La seva popularitat en els seus primers anys al càrrec va disminuir enmig de la recessió i l'augment de l'atur, fins a la victòria a la Guerra de les Malvines de 1982 i la recuperació de l'economia va provocar un ressorgiment del suport, el que va resultar en la seva reelecció fulminant a les eleccions de 1983. Va sobreviure a un intent d'assassinat de l'IRA Provisional en l'atemptat del Grand Hotel de Brighton de 1984 i va aconseguir una victòria política contra la Unió Nacional de Treballadors Miners a la vaga de miners de 1984–85. Thatcher va ser reelegida per a un tercer mandat amb un gran victòria el 1987, però el seu posterior suport a la Poll tax ("impost sobre les enquestes") va ser àmpliament impopular, i les seves opinions cada cop més euroescèptiques sobre la Comunitat Econòmica Europea no van ser compartides per altres membres del seu gabinet, i va dimitir com a primera ministra i líder del partit l'any 1990, després que es va llançar un repte al seu lideratge.

### John Major
El 1990 John Major substituí Margaret Thatcher com a primer ministre arran de la seva dimissió i fou confirmat en el càrrec en les eleccions del 1992. Des de l'inici del seu mandat sostingué una pugna amb els sectors més antieuropeistes del seu partit i el 1994 signà un acord amb la República d'Irlanda que feu possible l'inici de negociacions per a la pacificació d'Irlanda del Nord.

### Travessia del desert
Les eleccions generals de 1997 van deixar el Partit Conservador com un partit només d'Anglaterra, perdent tots els escons escocesos i gal·lesos, i s'enfonsà perdent més de la meitat dels seus escons. Després de la derrota, els conservadors van començar el seu període continu més llarg a l'oposició per a qualsevol encarnació dels conservadors des de la dècada de 1760 i finals de la Supremacia Whig sota els reis Jordi I i Jordi II, que va durar 13 anys, incloent-hi tota la dècada de 2000. Durant tot aquest període, la seva representació als Comuns es va mantenir constantment per sota dels 200 diputats. Michael Howard, líder del Partit Conservador, va anunciar les seves intencions a dimitir com líder el 6 de maig després dels pobres resultats de la formació conservadora a les eleccions al Parlament del Regne Unit de 2005 i David Cameron fou escollit com a nou líder el 6 de desembre.

## Història recent
A les eleccions al Parlament del Regne Unit de 2010, el partit conservador encapçalat per David Cameron fou la força que més escons obtingué per davant del Partit Laborista, tot i que sense arribar a la majoria absoluta que permet governar en solitari. fins que va presentar la seva dimissió arran del resultat del Referèndum sobre la permanència del Regne Unit dins la UE sent substituït per Theresa May el 13 de juliol de 2016. El 7 de juny del 2019 May va presentar la seva dimissió com a líder dels conservadors britànics després de perdre tres votacions per aconseguir que el Parlament aprovés els termes de la negociació amb la Unió Europea per a la seva sortida.
El 24 de juliol de 2019, l'endemà de l'elecció de Boris Johnson com a líder del Partit Conservador, la reina Elisabet II acceptà la dimissió de Theresa May i nomenà Johnson primer ministre. Johnson esdevingué el segon primer ministre nascut fora de les Illes Britàniques, després del també conservador Andrew Bonar Law. Johnson va dimitir el 7 de juliol del 2022 per l'escàndol polític que va suposar el Partygate, sobre festes i altres reunions del personal del govern i del Partit Conservador celebrades durant la pandèmia de COVID-19 el 2020 i 2021, quan les restriccions de salut pública van prohibir la majoria de les reunions.
El 5 de setembre Liz Truss es va convertir en la nova líder del partit. Davant les creixents crítiques i la pèrdua de confiança en el seu lideratge, Truss va anunciar la seva dimissió com a líder del Partit Conservador el 20 d'octubre. Rishi Sunak va ser escollit sense oposició com a successor. El Partit Conservador liderat per Sunak va perdre més de 1.000 regidors durant les eleccions locals del 2023, mentre que el partit Laborista i els Liberal Demòcrates van obtenir guanys significatius, resultant en els resultats electorals locals més pobres del seu partit des de les eleccions locals del 2019 durant el govern de Theresa May.
Les eleccions locals de 2024 van suposar una nova derrota, amb els pitjors resultats en 40 anys i perdent 467 del miler de regidors que optaven a la renovació. El 22 de maig de 2024 el primer ministre Sunak va convocar les eleccions generals per a ser efectuades el 4 de juliol, avançant el final de la legislatura, previst per al 28 de gener de 2025, i va dimitir el 5 de juliol com a líder dels conservadors a la vista dels resultats, els pitjors de la història del partit, i el 2 de novembre fou escollida Kemi Badenoch com a nova líder del partit.

## Resultats electorals

### Cambra dels Comuns
| Any                                                                                        | Líder                 | Vots       | Vots  | Escons    | Escons | Escons | Pos. | Govern                     |
| Any                                                                                        | Líder                 | No.        | %     | No.       | ±      | %      | Pos. | Govern                     |
| ------------------------------------------------------------------------------------------ | --------------------- | ---------- | ----- | --------- | ------ | ------ | ---- | -------------------------- |
| 1835                                                                                       | Robert Peel           | 261,269    | 40.8% | 273 / 658 | 98     | 41.5%  | = 2n | Oposició                   |
| 1837                                                                                       | Robert Peel           | 379,694    | 48.3% | 314 / 658 | 41     | 47.7%  | = 2n | Oposició                   |
| 1841                                                                                       | Robert Peel           | 379,694    | 56.9% | 367 / 658 | 53     | 55.8%  | 1r   | Majoria                    |
| 1847                                                                                       | Edward Smith-Stanley  | 205,481    | 42.7% | 325 / 656 | 42     | 49.5%  | = 1r | Oposició                   |
| 1852                                                                                       | Edward Smith-Stanley  | 311,481    | 41.9% | 330 / 654 | 5      | 50.5%  | = 1r | Majoria                    |
| 1857                                                                                       | Edward Smith-Stanley  | 239,712    | 34.0% | 264 / 654 | 66     | 40.4%  | 2n   | Oposició                   |
| 1859                                                                                       | Edward Smith-Stanley  | 193,232    | 34.3% | 298 / 654 | 34     | 45.6%  | = 2n | Oposició                   |
| 1865                                                                                       | Edward Smith-Stanley  | 346,035    | 40.5% | 289 / 658 | 9      | 43.9%  | = 2n | Oposició                   |
| 1868                                                                                       | Benjamin Disraeli     | 903,318    | 38.4% | 271 / 658 | 18     | 41.2%  | = 2n | Oposició                   |
| 1874                                                                                       | Benjamin Disraeli     | 1,091,708  | 44.3% | 350 / 652 | 79     | 53.7%  | 1r   | Majoria                    |
| 1880                                                                                       | Benjamin Disraeli     | 1,462,351  | 42.5% | 237 / 652 | 113    | 36.3%  | 2n   | Oposició                   |
| 1885                                                                                       | Robert Gascoyne-Cecil | 1,869,560  | 43.4% | 247 / 670 | 10     | 36.9%  | = 2n | Oposició                   |
| 1886                                                                                       | Robert Gascoyne-Cecil | 1,417,627  | 51.4% | 393 / 670 | 146    | 58.7%  | 1r   | Coalició                   |
| 1892                                                                                       | Robert Gascoyne-Cecil | 2,028,586  | 47.0% | 314 / 670 | 79     | 46.9%  | 2n   | Oposició                   |
| 1895                                                                                       | Robert Gascoyne-Cecil | 1,759,484  | 49.3% | 411 / 670 | 97     | 61.3%  | 1r   | Coalició                   |
| 1900                                                                                       | Robert Gascoyne-Cecil | 1,637,683  | 50.2% | 402 / 670 | 9      | 60.0%  | = 1r | Coalició                   |
| 1906                                                                                       | Arthur Balfour        | 2,278,076  | 43.4% | 156 / 670 | 246    | 23.3%  | 2n   | Oposició                   |
| Gen. 1910                                                                                  | Arthur Balfour        | 2,919,236  | 46.8% | 272 / 670 | 116    | 40.6%  | = 2n | Oposició                   |
| Des. 1910                                                                                  | Arthur Balfour        | 2,270,753  | 46.6% | 271 / 670 | 1      | 40.5%  | = 2n | Oposició                   |
| Fusionat al Partit Liberal Unionista al 1912 per generar el Partit Conservador i Unionista |                       |            |       |           |        |        |      |                            |
| 1918                                                                                       | Bonar Law             | 4,003,848  | 38.4% | 379 / 707 | 108    | 53.6%  | 1r   | Coalició                   |
| 1922                                                                                       | Bonar Law             | 5,294,465  | 38.5% | 344 / 615 | 35     | 55.9%  | = 1r | Majoria                    |
| 1923                                                                                       | Stanley Baldwin       | 5,286,159  | 38.0% | 258 / 625 | 86     | 41.3%  | = 1r | Oposició                   |
| 1924                                                                                       | Stanley Baldwin       | 7,418,983  | 46.8% | 412 / 615 | 124    | 67.0%  | = 1r | Majoria                    |
| 1929                                                                                       | Stanley Baldwin       | 8,252,527  | 38.1% | 260 / 615 | 152    | 42.3%  | 2n   | Oposició                   |
| 1931                                                                                       | Stanley Baldwin       | 11,377,022 | 55.0% | 470 / 615 | 210    | 76.4%  | 1r   | Coalició                   |
| 1935                                                                                       | Stanley Baldwin       | 10,025,083 | 47.8% | 386 / 615 | 83     | 62.8%  | = 1r | Coalició                   |
| 1945                                                                                       | Winston Churchill     | 8,716,211  | 36.2% | 197 / 640 | 189    | 30.8%  | 2n   | Oposició                   |
| 1950                                                                                       | Winston Churchill     | 11,507,061 | 40.0% | 282 / 625 | 85     | 45.1%  | = 2n | Oposició                   |
| 1951                                                                                       | Winston Churchill     | 13,724,418 | 48.0% | 302 / 625 | 20     | 48.3%  | 1r   | Coalició                   |
| 1955                                                                                       | Anthony Eden          | 13,310,891 | 49.7% | 324 / 630 | 22     | 51.4%  | = 1r | Coalició                   |
| 1959                                                                                       | Harold Macmillan      | 13,750,875 | 49.4% | 345 / 630 | 21     | 54.8%  | = 1r | Coalició                   |
| 1964                                                                                       | Alec Douglas-Home     | 12,002,642 | 43.4% | 298 / 630 | 47     | 47.3%  | 2n   | Oposició                   |
| 1966                                                                                       | Edward Heath          | 11,418,455 | 41.9% | 250 / 630 | 48     | 39.7%  | = 2n | Oposició                   |
| 1970                                                                                       | Edward Heath          | 13,145,123 | 46.4% | 330 / 630 | 80     | 52.4%  | 1r   | Majoria                    |
| Feb. 1974                                                                                  | Edward Heath          | 11,872,180 | 37.9% | 297 / 635 | 33     | 46.8%  | 2n   | Oposició                   |
| Oct. 1974                                                                                  | Edward Heath          | 10,462,565 | 35.8% | 277 / 635 | 20     | 43.6%  | = 2n | Oposició                   |
| 1979                                                                                       | Margaret Thatcher     | 13,697,923 | 43.9% | 339 / 635 | 62     | 53.4%  | 1r   | Majoria                    |
| 1983                                                                                       | Margaret Thatcher     | 13,012,316 | 42.4% | 397 / 650 | 38     | 61.1%  | = 1r | Majoria                    |
| 1987                                                                                       | Margaret Thatcher     | 13,760,935 | 42.2% | 376 / 650 | 21     | 57.8%  | = 1r | Majoria                    |
| 1992                                                                                       | John Major            | 14,093,007 | 41.9% | 336 / 651 | 40     | 51.6%  | = 1r | Majoria                    |
| 1997                                                                                       | John Major            | 9,600,943  | 30.7% | 165 / 659 | 171    | 25.0%  | 2n   | Oposició                   |
| 2001                                                                                       | William Hague         | 8,357,615  | 31.7% | 166 / 659 | 1      | 25.2%  | = 2n | Oposició                   |
| 2005                                                                                       | Michael Howard        | 8,785,941  | 32.4% | 198 / 646 | 32     | 30.7%  | = 2n | Oposició                   |
| 2010                                                                                       | David Cameron         | 10,704,647 | 36.1% | 306 / 650 | 108    | 47.1%  | 1r   | Coalició                   |
| 2015                                                                                       | David Cameron         | 11,334,920 | 36.9% | 330 / 650 | 24     | 50.8%  | = 1r | Majoria                    |
| 2017                                                                                       | Theresa May           | 13,632,914 | 42.3% | 317 / 650 | 13     | 48.8%  | = 1r | Minoria amb suport del DUP |
| 2019                                                                                       | Boris Johnson         | 13,966,451 | 43.6% | 365 / 650 | 48     | 56.2%  | = 1r | Majoria                    |
| 2024                                                                                       | Rishi Sunak           | 6,814,650  | 23.7% | 121 / 650 | 244    | 18.6%  | 2n   | Oposició                   |

### Parlament Europeu
| Any  | Grup           | Grup      | Grup   | Líder             | Vots      | Vots | Escons  | Escons | Escons | Pos. |
| Any  | Grup           | Grup      | Grup   | Líder             | No.       | %    | No.     | ±      | %      | Pos. |
| ---- | -------------- | --------- | ------ | ----------------- | --------- | ---- | ------- | ------ | ------ | ---- |
| 1979 |                |           | ED     | Margaret Thatcher | 6,508,492 | 48.4 | 60 / 81 |        | 75.0%  | 1r   |
| 1984 |                |           | EPP    | Margaret Thatcher | 5,426,866 | 38.8 | 45 / 81 | 15     | 55.6%  | = 1r |
| 1989 | 5,331,077      | 34.7      | EPP    | Margaret Thatcher | 32 / 81   | 13   | 39.5%   | 2n     |        |      |
| 1994 | John Major     | 4,274,122 | EPP    | 26.8              | 18 / 87   | 13   | 20.7%   | = 2n   |        |      |
| 1999 |                |           | EPP-ED | William Hague     | 3,578,218 | 35.8 | 36 / 87 | 18     | 41.4%  | 1r   |
| 2004 | Michael Howard | 4,397,087 | EPP-ED | 26.7              | 27 / 78   | 8    | 34.6%   | = 1r   |        |      |
| 2009 |                |           | ECR    | David Cameron     | 4,281,286 | 27.7 | 26 / 72 | 1      | 36.1%  | = 1r |
| 2014 | 3,792,549      | 23.1      | ECR    | David Cameron     | 19 / 73   | 7    | 26.0%   | 3r     |        |      |
| 2019 | Theresa May    | 1,512,809 | ECR    | 8.8               | 4 / 73    | 15   | 5.5%    | 5è     |        |      |

### Parlament escocès
| Any  | Líder           | Vots (Circum.) | Vots (Circum.) | Vots (Llista) | Vots (Llista) | Escons   | Escons | Escons | Pos. | Govern   |
| Any  | Líder           | No.            | %              | No.           | %             | No.      | ±      | %      | Pos. | Govern   |
| ---- | --------------- | -------------- | -------------- | ------------- | ------------- | -------- | ------ | ------ | ---- | -------- |
| 1999 | David McLetchie | 364,225        | 15.6%          | 359,109       | 15.4%         | 18 / 129 |        | 14.0%  | 3r   | Oposició |
| 2003 | David McLetchie | 318,279        | 16.6%          | 296,929       | 15.6%         | 18 / 129 | =      | 14.0%  | = 3r | Oposició |
| 2007 | Annabel Goldie  | 334,743        | 16.6%          | 284,005       | 13.9%         | 17 / 129 | 1      | 13.4%  | = 3r | Oposició |
| 2011 | Annabel Goldie  | 276,652        | 13.9%          | 245,967       | 12.4%         | 15 / 129 | 2      | 11.6%  | = 3r | Oposició |
| 2016 | Ruth Davidson   | 501,844        | 22.0%          | 524,222       | 22.9%         | 31 / 129 | 16     | 24.0%  | 2n   | Oposició |
| 2021 | Douglas Ross    | 592,526        | 21.9%          | 637,131       | 23.5%         | 31 / 129 | =      | 24.0%  | = 2n | Oposició |

### Parlament Gal·lès
| Any  | Líder               | Vots (Circum.) | Vots (Circum.) | Vots (Llista) | Vots (Llista) | Escons  | Escons | Escons | Pos. | Govern   |
| Any  | Líder               | No.            | %              | No.           | %             | No.     | ±      | Share  | Pos. | Govern   |
| ---- | ------------------- | -------------- | -------------- | ------------- | ------------- | ------- | ------ | ------ | ---- | -------- |
| 1999 | Rod Richards        | 162,133        | 15.8%          | 168,206       | 16.5%         | 9 / 60  |        | 15.0%  | 3r   | Oposició |
| 2003 | Nick Bourne         | 169,832        | 19.9%          | 162,725       | 19.2%         | 11 / 60 | 2      | 18.3%  | = 3r | Oposició |
| 2007 | Nick Bourne         | 218,739        | 22.4%          | 209,153       | 21.4%         | 12 / 60 | 1      | 20.0%  | = 3r | Oposició |
| 2011 | Nick Bourne         | 237,388        | 25.0%          | 213,773       | 22.5%         | 14 / 60 | 2      | 23.3%  | 2n   | Oposició |
| 2016 | Andrew R. T. Davies | 215,597        | 21.1%          | 190,846       | 18.8%         | 11 / 60 | 3      | 18.3%  | 3r   | Oposició |
| 2021 | Andrew R. T. Davies | 289,802        | 26.1%          | 278,560       | 25.1%         | 16 / 60 | 5      | 26.7%  | 2n   | Oposició |